# Turpial variable
El turpial variable (Icterus pyrrhopterus) és un ocell de la família dels ictèrids (Icteridae).

## Hàbitat i distribució
Habita la selva, bosc obert, caatinga i planures a les terres baixes del sud i sud-est de Bolívia, sud i est de Brasil, Uruguai i nord de l'Argentina.